# Limont-Fontaine
Limont-Fontaine ist eine französische Gemeinde mit 532 Einwohnern (Stand: 1. Januar 2022) im Département Nord in der Region Hauts-de-France. Sie gehört zum Arrondissement Avesnes-sur-Helpe und zum Kanton Avesnes-sur-Helpe. Die Einwohner werden Limontifontains genannt.

## Geographie
Limont-Fontaine liegt etwa acht Kilometer südlich von Maubeuge. Umgeben wird Limont-Fontaine von den Nachbargemeinden Hautmont im Norden, Beaufort im Osten, Éclaibes im Osten und Südosten, Saint-Aubin im Süden, Écuélin im Südwesten, Bachant im Westen sowie Saint-Remy-du-Nord im Nordwesten.

## Bevölkerungsentwicklung
| Jahr                       | 1962 | 1968 | 1975 | 1982 | 1990 | 1999 | 2006 | 2013 | 2020 |
| Einwohner                  | 625  | 618  | 599  | 636  | 654  | 599  | 563  | 575  | 544  |
| Quellen: Cassini und INSEE |      |      |      |      |      |      |      |      |      |

## Sehenswürdigkeiten

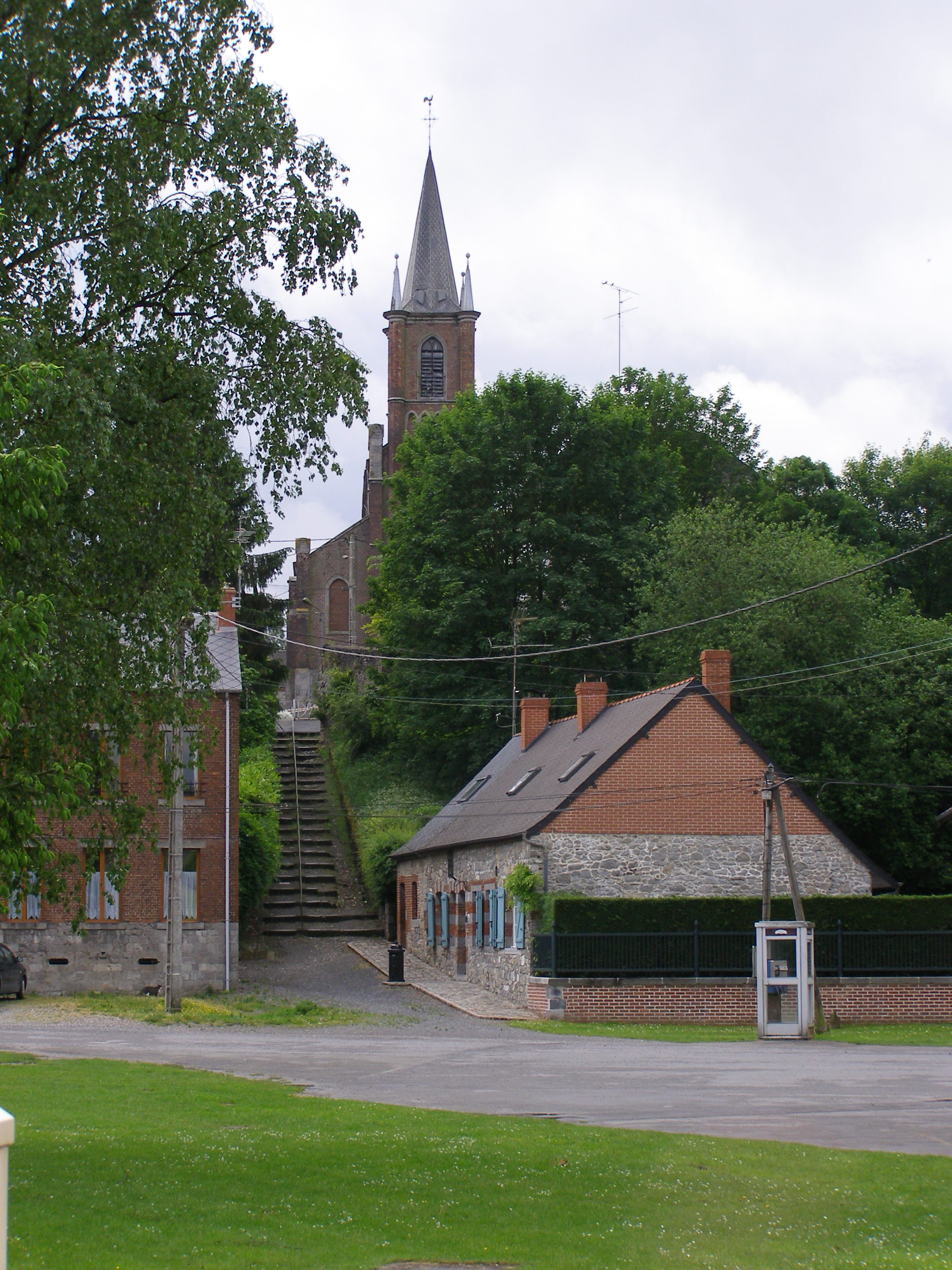
Kirche Saint-Géry-Saint-Nicolas
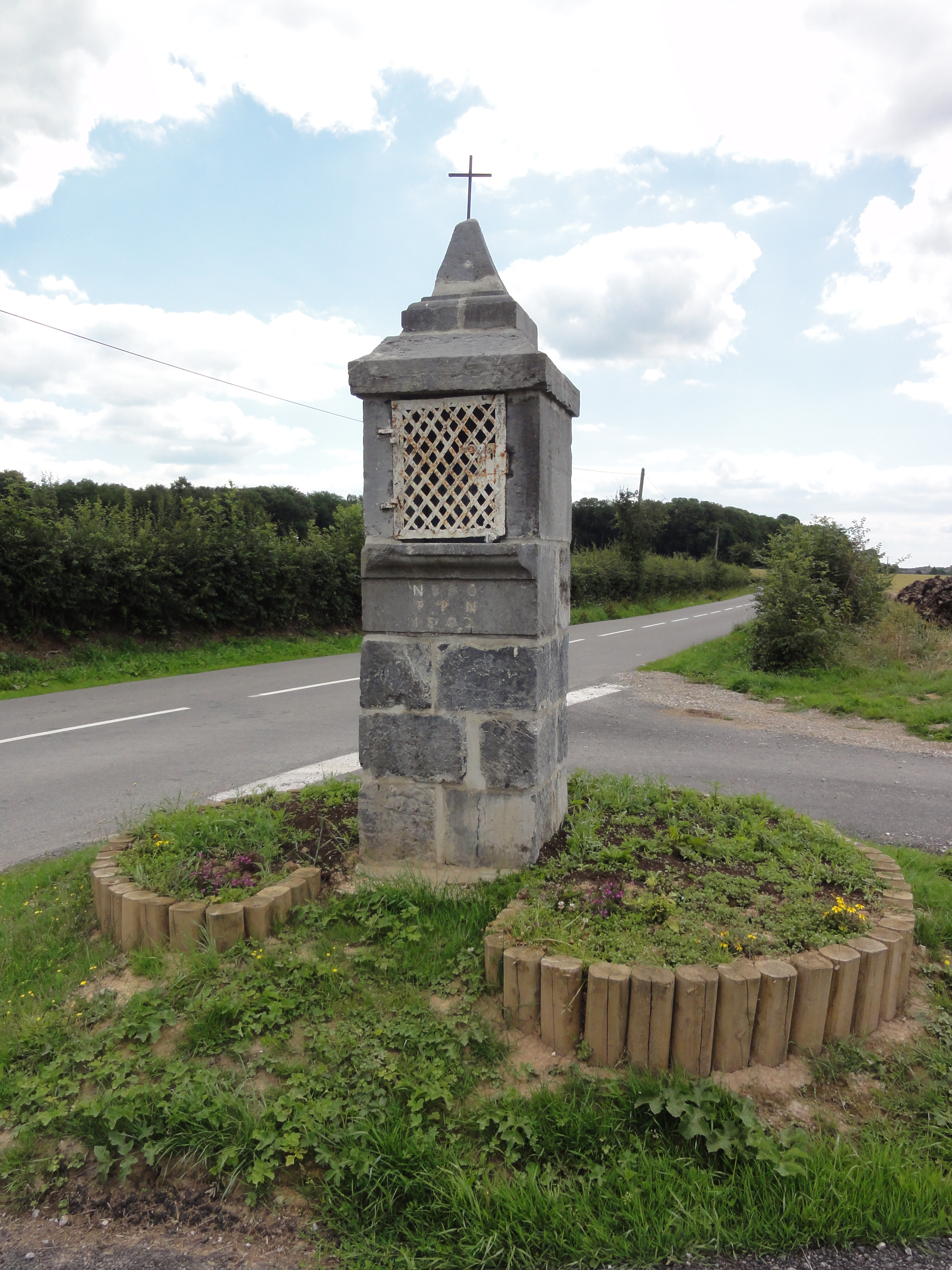
Oratorium Notre-Dame
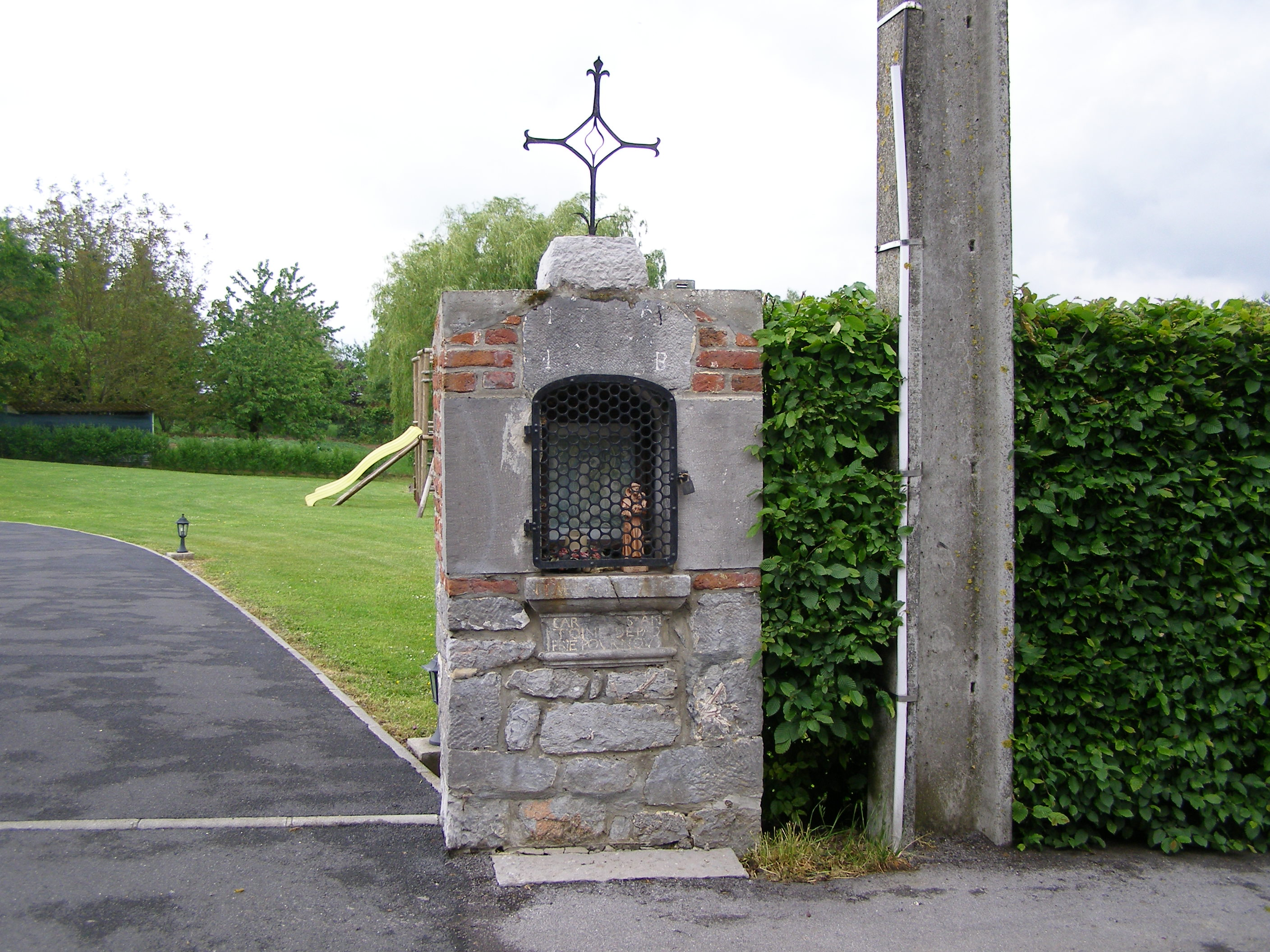
Oratorium Saint-Antoine

- Kirche Saint-Géry-Saint-Nicolas
- Oratorium Notre-Dame
- Oratorium Saint-Antoine